# عبد الوهاب الدكالي
عبد الوهاب الدكالي (مواليد 2 يناير 1941) هو مغني وملحن وموسيقار مغربي من المطربين الكلاسيكيين. أحد أبرز رواد الأغنية المغربية حيث ساهم في تطويرها مع الحفاظ على أصالتها بأسلوبه الفريد، كما تميز في مجال التلحين، لتظل أعماله علامة فارقة في تاريخ الموسيقى المغربية.
كرّس حياته الفنية على مدى أكثر من خمسين عامًا لإسعاد الجماهير من خلال أعمال تمزج بين الزجل المغربي العميق، والموسيقى المتجذّرة في الأصالة، واللغة العربية الفصحى. وُلد ونشأ في مدينة فاس، حيث تلقى منذ صغره دروسًا في الموسيقى والتمثيل والرسم. انطلقت مسيرته الفنية سنة 1957.

## مسيرته
وُلِد عبد الوهاب الدكالي في 2 يناير 1941 بمدينة فاس خلال الحماية الفرنسية على المغرب، وسط أسرة محافظة وكان أحد أبنائها الثلاثة عشر. في عام 1959، ذهب إلى الرباط، حيث عمل لفترة وجيزة في الإذاعة والتلفزيون المغربي، ولكنه لم يحب تلك التجربة، فشجعه زملاؤه على الانتقال إلى الدار البيضاء حيث دخل لأول مرة ثقافة الموسيقى. في سنة 1958، تلقى عبد الوهاب الدكالي تدريبًا في المسرح صحبة «فرقة المعمورة» تحت رعاية أساتذة فرنسيين. وفي سنة 1959، قام بإنجاز أول تسجيل لأغنية «مول الخال»، ثم سجل أغنية «يا الغادي في الطوموبيل». وفي سنة 1962 قام بجولته الأولى إلى الشرق العربي فأقام لمدة طويلة في القاهرة.

## مؤلفاته

### الأغاني
- الطوموبيل
- انا مخاصمك
- العاشقين
- انا والغربة
- أنا وقلبي
- تعالى
- التلت الخالي
- سوق البشرية
- مونبرناص
- كان ياما كان
- كتعجبني
- لاتتركيني
- ما أنا إلا بشر
- مرسول الحب عام 1972
- أجي نتسالمو
- الليل والنجوم
- هذه يدي ممدودة
- لهلا يزيد أكتر
- النظرة فتناها
- رجانا فالله
- مولدالقمر
- كذاب
- ديني معاك
- الولف صعيب
- قصة الغرام
- هذي هي أنت
- عيني ميزاني
- بيا ولا بيك
- الهارب
- قلت لازم
- وحداني...

ومن اغانيه الوطنية...
- العهد
- حبيب الجماهير
- العامل والفلاح
- رحلة النصر
- حبيبي يا وطني
- الزربية المغربية

### الأفلام
- الحياة كفاح
- رمال من دهب
- أين تخبئون الشمس؟
- الزر الأخضر
- أيام شهرزاد الجميلة
- خفايا.

## الجوائز والأوسمة
- 1985: الجائزة الكبرى خلال الدورة الأولى لمهرجان لالاغنية المغربية بالمحمدية.
- 1991: انتخب شخصية العام العربي من قبل هيئة الإذاعة البريطانية في لندن.
- 1993: الجائزة الكبرى خلال الدورة الثانية لمهرجان المغرب الدولي بمراكش.
- 1995: جائزة مدينة أتلانتيك سيتي الفخرية.
- 1996: حصل على لقب أفضل مبدع موسيقي من لجنة تحكيم مهرجان القاهرة الدولي للأغاني.
- 2001: حصل على اللقب الفخري لعميد الأغنية المغربية بمناسبة تقديم رباب أور.
- 2004: نال الجائزة الذهبية للفنون والحرف من وزير الثقافة والاتصال الفرنسي جان جاك إيلاجون.
- 2004: حصل على جائزة الاستحقاق الذهبية من يوحنا بولس الثاني.
- 2004: حصل على الميدالية الذهبية من الاستحقاق والتفاني الفرنسي.
- 2005: حصل من بنديكتوس السادس عشر على ميدالية ذهبية.
- 2006: الجائزة الفرنسية الكبرى للإنسانية.
- 2008: تسلم مفتاحا رمزيا لمدينة فاس في مهرجان للموسيقى العالمية العريقة.
- 2011: حصل على دكتوراه فخرية من بندكتس السادس عشر.
- 2013: حصل على وسام المكافأة الوطنية من درجة قائد، وتم تكريمه من طرف الفاتيكان في مناسبتين.[5]

## وصلات خارجية
- حوار خاص مع عميد الأغنية المغربية عبد الوهاب الدكالي
- عبد الوهاب الدكالي على قاعدة بيانات الأفلام العربية.